# بوكيمون مايستري دونغون
بوكيمون مايستري دونغون (بالإنجليزية: Pokémon Mystery Dungeon‎؛ باليابانية: ポケモン不思議のダンジョン‎، ‏بوكيمون فوشيجي نو دانجون)، هي سلسلة فرعية من سلسلة ألعاب الفيديو الشهيرة بوكيمون على غيم بوي أدفانس ودي أس و3دي أس، أطلقت أول لعبة سنة 2005 تحت عنوان بوكيمون مايستري دونغون: بلو ريسكو تيم وريد ريسكو تيم، والتي تعمل على غيم بوي أدفانس.